# Grayven
Grayven è una divinità immaginaria e un supercriminale pubblicato dalla DC Comics. Comparve per la prima volta in Green Lantern vol. 3 n. 74 (giugno 1996), fu creato da Ron Marz e Darryl Banks.

## Biografia del personaggio
Grayven è il terzo figlio di Darkseid, nato da una madre sconosciuta, e fratello minore di Kalibak e Orion. Grayven guida una campagna di distruzione nel cosmo, decimando pianeti. Nel processo, riesce a eliminare i Darkstars, un corpo di polizia intergalattico, uccidendone numerosi membri. La sua campagna giunge a una fine sul pianeta Rann. Egli desidera un dispositivo di teletrasporto chiamato "raggio Zeta" (Zeta Beam), prodotto della scienza Ranniana, che fornisce un istantaneo trasporto su grande scala. Grayven intende utilizzarlo per trasportare le sue forze su Apokolips, annunciare la sua presenza a suo padre e quindi conquistare così il pianeta.
Mentre i rimanenti Darkstars combattono contro l'esercito di Grayven, la Lanterna Verde Kyle Rayner affronta Grayven stesso: grazie all'aiuto della ex Lanterna Verde ed ora Darkstar John Stewart, che riporterà gravi ferite nella battaglia, Kyle riesce a teletrasportare Grayven fuori da Rann con un raggio Zeta. Mancando il loro leader, le sue truppe si ritirano
Sconosciuto a Stewart, Rayner ha però inavvertitamente teletrasportato Grayven troppo vicino al nucleo della Terra. Riuscendo ad uscire, cerca Rayner a New York, che riesce però ad avere la meglio sul suo nemico. Essendo in procinto di essere sconfitto dalla Lanterna Verde, Grayven riesce a fuggire con un teletrasportatore sperimentale, liberado se stesso, ma accidentalmente, scaraventando Rayner nel XXX secolo.

### Imperiex
Successivamente, Grayven comparve durante la crisi Imperiex, come parte di un'alleanza aliena che incluse anche Maxima, Starfire, Adam Strange e Darkseid. Cercarono di eliminare Imperiex, un gigante cosmico che distruggeva interi sistemi solari. In Adventures of Superman n. 595 (ottobre 2001), Grayven si ritrovò sotto l'influenza di Brainiac 13, una forza maggiore nella guerra ad Imperiex. Si confrontò quindi contro Superman e Darkseid sulla superficie di Aokolips. Fu sconfitto da Superman e quindi punito da Darkseid, che sentiva di dover fare il suo dovere in quanto Grayven, secondo lui, aveva disonorato se stesso. Poco dopo, Grayven fu bandito sulla Terra.

### Ultima risata e Ion
Durante il suo periodo di esilio sulla Terra, Grayven fu infettato da una variante della tossina del Joker che gli causò una temporanea insanità mentale. Tentò di esibirsi, per poi distruggerlo, in un cabaret. Kyle Rayner lo fermò di nuovo. Ricomparve poi in "Ion: Guardian of the Universe". Qui fu rivelato che fu lui a mandare Nero ed Effigy sulle tracce di Kyle Rayner. Grayven fu implicato anche in una cospirazione più grande, e cioè quella dei Sinestro Corps a causa della sua caccia ai Qwardiani evasi e della conoscenza della malattia della madre di Kyle Rayner. A quel punto, Rayner mise Grayven in uno stato di incoscienza.

### Morte dei Nuovi dei
Da lì, Grayven ricomparve in Five of a Kind: Thunder/Martian Manhunter, lobotomizzato e quasi catatonico. Thunder e Martian Manhunter risanarono la sua mente e lo assistettero nella costruzione di un nuovo generatore di raggi zeta, che intendeva utilizzare per inviare il nuovo flagello sconosciuto dei Nuovi Dei nella sala del trono di Darkseid. Questo implicò che Darkseid ed il killer si combatterono, con il risultato che i entrambi i modi, Grayven avrebbe vinto. Thunder e J'on ingannarono Grayven, però; J'onn si mutò in Black Racer, la nuova incarnazione della morte dei Nuovi Dei, che spinse Grayven ad utilizzare il raggio zeta su di sé per darsi alla fuga. Momenti dopo essere giunto a destinazione, fu trovato ed ucciso dal killer che lui stesso aveva assoldato per uccidere Darkseid (che poi si rivelò essere l'Uomo Infinito).

## Poteri e abilità
Grayven possiede una forza smisurata ed una grande resistenza. In più, come Nuovo Dio, non può morire di cause naturali. Il suo potere più grande è una forma limitata di effetti Omega utilizzati da suo padre, Darkseid. Il livello dei suoi poteri è abbastanza alto da poter combattere facilmente contro la Lanterna Verde Kyle Rayner e i Darkstars, sebbene ancora non possa contro Superman.